# Notació musical japonesa
La notació musical japonesa tradicionalment ha estat utilitzada com a suport per a la transmissió oral de la música al Japó, amb esquemes generals que no són molt detallats ni precisos. Aquesta notació no pretén donar espai per a la improvisació, sinó evitar distraccions provocades per la lectura del text escrit que poden afectar la concentració en l'escolta de la música. Hi ha hagut diverses notacions en diferents instruments i gèneres, cada una d'elles desenvolupada per gremis musicals amb la finalitat de preservar el seu repertori i facilitar l'aprenentatge a les generacions futures. Amb la influència occidental, els sistemes de notació japonesos han adquirit cada vegada més importància en la precisió del detall, i en el segle xx han adquirit un paper pedagògic explícit.

## Notacions vocals
Algunes obres literàries del segle VIII contenen exemplars de lletres de cançons, encara que no hi consta cap mena de notació musical. Els primers exemples de notació vocal al Japó es troben en el repertori musical budista. Aquests foren exportats de la Xina i de Corea entre els anys 553 i 784.
El primer exemple de notació vocal rellevant al Japó és la goin-hakase, atribuïda al capellà Kakui de la secta Shingon. Es pensa que pot estar basada en un típus de quironímia hindú. Aquesta notació dividia les quinze notes d'una escala pentatònica sense semitons pròpia de la música del context en tres grups de cinc notes. Els sons individuals es representaven a través de línies que s'inclinen en el sentit de les agulles del rellotge, encara que la inclinació no en té res a veure amb l'altura de les notes. Alguns patrons vocals cliché es trobaven implícits en certs símbols. Aquest sistema normalment figurava a l'esquerra del text escrit. En el context de la música budista es desenvoluparen altres tipus de notació musical avui en dia encara vigents.
Al llarg del segle xii s'instaurà la tradició profana de caràcter èpic del heikyoku. Aquesta donà lloc a formes musicals com la sumifu o la nō un segle més tard. La música del heikyoku s'escriví a través d'una notació anomenada gomafu, la qual tengué una gran importància i acceptació. Aquesta es representava en neumes amb forma de llàgrima. L'evolució d'aquest sistema fou la notació gomaten, també anomenada nō referint-se en el seu context d'ús. La segona notació esmentada era més precisa a nivell d'altura i patrons vocals. Així i tot, ambdues notacions sols tenien sentit dins l'àmbit on eren apreses. Alguns sistemes de notació de música profana posteriors incorporaren un acompanyament instrumental. Aquest es representava en vermell i tenia major protagonisme a mode d'interludi entre els versos cantats.
Les cançons populars japoneses es transmetien de manera exclusiva oralment amb l'excepció de Esashi Oiwake. Aquesta cançó s'ha anotat des de principis del segle XX a través de notacions molt diverses amb fins didàctics.

## Notacions instrumentals
El primer exemple de notació instrumental vigent al Japó fou exportat directament de la cort xinesa, concretament de la dinastia Tang. La mostra de notació instrumental més antiga de la que es té constància data de 768, per a biwa. Entre els segles x i xiii s'escriviren parts per a instruments de vent pensades per als esembles gagaku de la cort.
Les notacions per a instruments de corda consistien primerament en l'escriptura dels noms dels patrons melòdics propis de cada instrument. Així i tot, el sistema definitiu fou la tabulatura. Aquesta fou aplicada també al shō, un tipus d'orgue. Amb un mil·lenni de diferència, les últimes notacions esmentades han canviat lleugerament, encara que segueixen totes sent tabulatures.
Les notacions pels instruments de vent ryūteki i hichiriki s'han tornat força més complexes al llarg del temps. Avui en dia predomina la shōga, una notació consistent en símbols que representen els forats i les claus. Normalment es troba acompanyada de la pràctica mnemotècnica de cantar la melodia mentre s'aprèn. Els ornaments i matisos no es troben escrits, sinó que s'hereten de la imitació de la pràctica vocal.
La notació per a instruments de percussió va en funció dels patrons rítmics típics de cada repertori. En llibres moderns es poden trobar anotats punts i triangles que simbolitzen a sons percudits concrets. Així i tot, l'aprenentatge de percussió tradicional japonesa es segueix efectuant en gran part al marge de la notació.
Les notacions instrumentals tradicionals japoneses més precises i elaborades són les tabulatures per a koto i shamisen. Les tabulatures per a shamisen consisteixen en punts que figuren les posicions sobre el diapasó, mentre que les tabulatures per a koto comprenen de números que representen les tretze cordes juntament a cercles que indiquen ritmes. L'altura de les cordes es veu determinada pel nom de l'afinació amb la que es troba cada peça.